# Bolbosoma
Bolbosoma es un género de Acanthocephala de la familia Polymorphidae. El ciclo de vida de este gusano parásito consta de tres etapas. 

## Taxonomía
El género fue descrito por Porta en 1908. Se han publicado análisis filogenéticos de las especies de Bolbosoma.

## Descripción
Las especies de Bolbosoma constan de una probóscide cubierta de ganchos y un tronco largo.

## Especies
El género Bolbosoma contiene doce especies.
- Bolbosoma australis Skrjabin, 1972
- Bolbosoma balaenae (Gmelin, 1790)
- Bolbosoma bobrovoi Krotov & Delyamure, 1952
- Bolbosoma brevicolle (Malm, 1867)
- Bolbosoma caenoforme Heitz, 1920
- Bolbosoma capitatum (von Linstow, 1880)
- Bolbosoma hamiltoni Baylis, 1929
- Bolbosoma heteracanthe (Heitz, 1917)
- Bolbosoma nipponicum Yamaguti, 1939
- Bolbosoma scomberomori Wang, 1980[5]
- Bolbosoma tuberculata Skrjabin, 1970
- Bolbosoma turbinalla (Diesing, 1851)
- Bolbosoma vasculosum (Rudolfo, 1819)

## Distribución
La distribución de Bolbosoma está determinada por la de sus hospedadores. El género tiene una distribución cosmopolita.

## Hospedadores

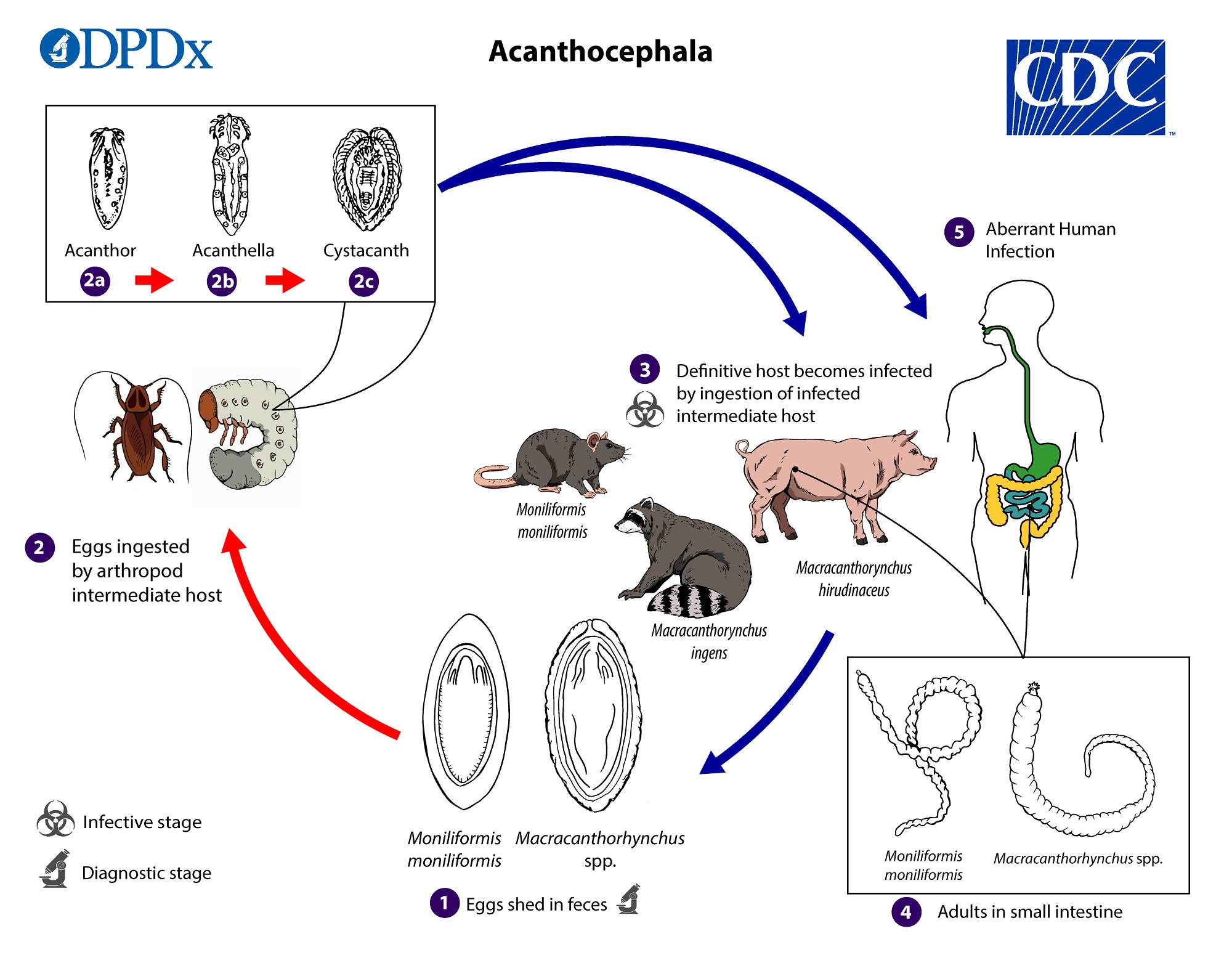
Ciclo de vida de los acantocéfalos.

El ciclo de vida de un acantocéfalo consta de tres etapas que comienzan cuando un acantor infectivo (desarrollo de un huevo) se libera de los intestinos del huésped definitivo y luego es ingerido por un artrópodo, el huésped intermediario. Cuando el acantor muda, comienza la segunda etapa llamada acanthella. Esta etapa implica penetrar la pared del intestino medio o el intestino del huésped intermediario y crecer. La etapa final es el cistacanto infectivo que es el estado larvario o juvenil de un acantocéfalo, que difiere del adulto solo en tamaño y etapa de desarrollo sexual. Los cistacantos dentro de los huéspedes intermediarios son consumidos por el huésped definitivo, generalmente adhiriéndose a las paredes de los intestinos, y como adultos se reproducen sexualmente en los intestinos. El acantor se elimina en las heces del huésped definitivo y el ciclo se repite. Puede haber huéspedes paraténicos (huéspedes donde los parásitos infestan pero no experimentan desarrollo larvario ni reproducción sexual) para Bolbosoma.
Si bien Bolbosoma parasita a los animales, se han reportado casos de Bolbosoma infestando a humanos.

Huéspedes de especies de Bolbosoma
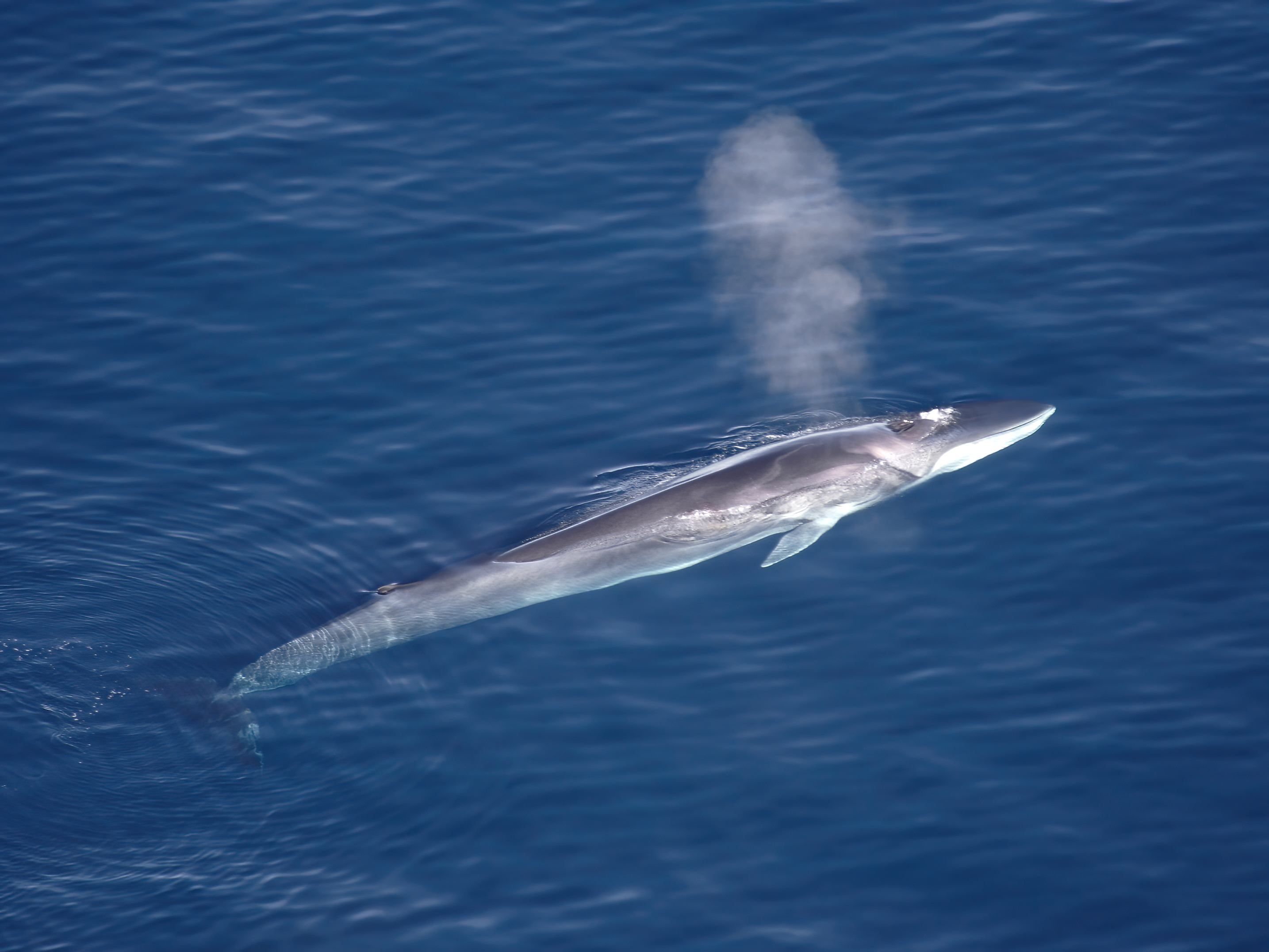
La ballena de aleta es un huésped de B. balaenae.
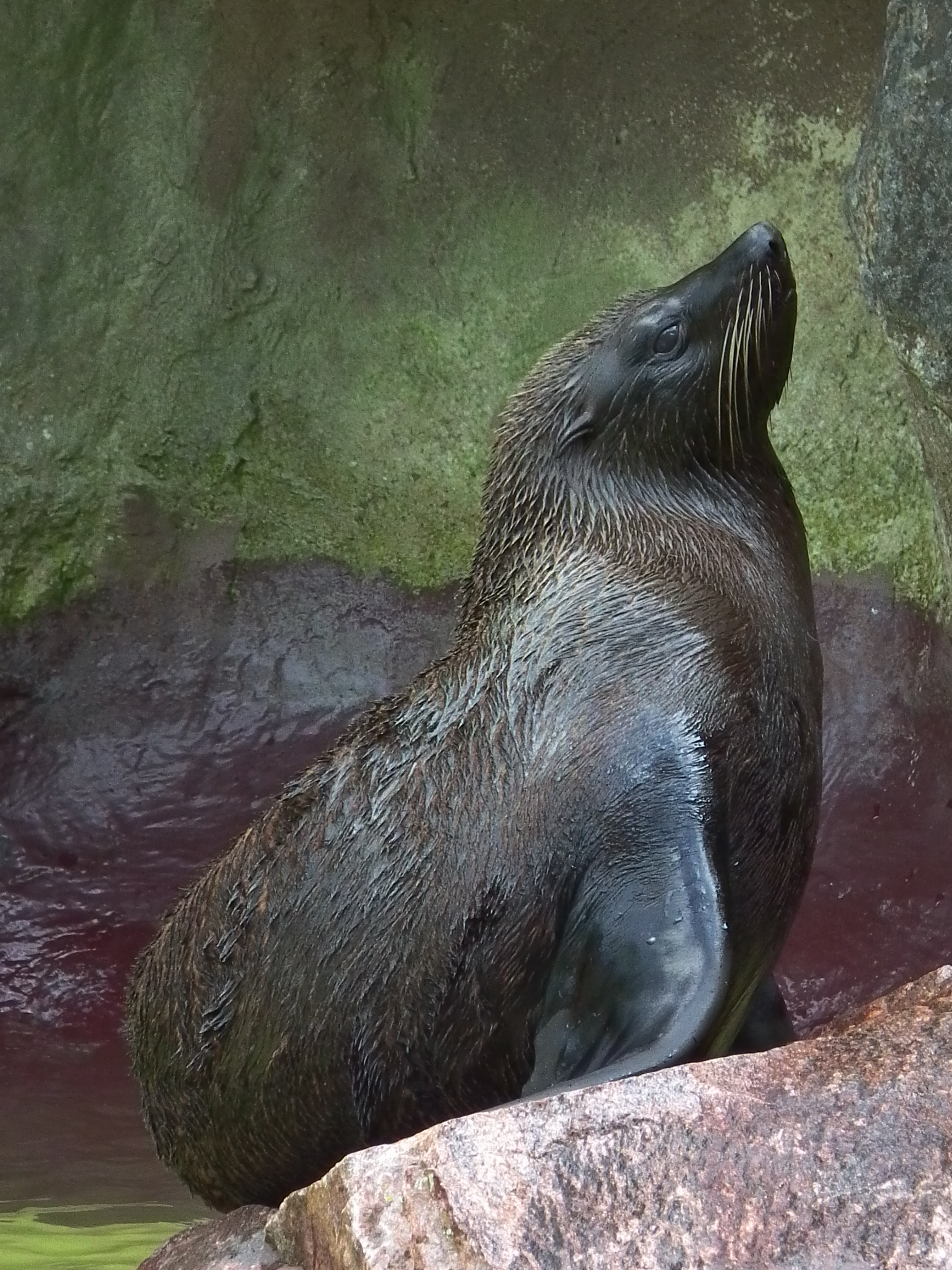
El lobo marino de dos pelos es huésped de B. turbinella.